# Міністр внутрішньої безпеки США
Міністр внутрішньої безпеки США — глава міністерства внутрішньої безпеки США, член уряду США, сімнадцятий в лінії наслідування президентських повноважень. Посада була створена відповідно до Закону про внутрішню безпеку, який був прийнятий після терористичних атак 11 вересня 2001. Нове міністерство включило в себе ряд існуючих раніше відомств і підрозділів, що відали різними аспектами національної безпеки США, таких як Берегова охорона, Федеральна служба охорони, Митна та прикордонна служба США, Секретна служба і Федеральне агентство з надзвичайних ситуацій.
20 січня 2009 Сенат за поданням президента Барака Обами затвердив третім міністром внутрішньої безпеки Джанет Наполітано, яка обіймала цю посаду до 6 вересня 2013.

## Список міністрів внутрішньої безпеки США
| #    | Зображення         | Ім'я та прізвище   | Штат            | Термін на посаді  | Термін на посаді  | Президент        |
| #    | Зображення         | Ім'я та прізвище   | Штат            | початок           | кінець            | Президент        |
| ---- | ------------------ | ------------------ | --------------- | ----------------- | ----------------- | ---------------- |
| 1    | Том Рідж           | Том Рідж           | Пенсільванія    | 24 січня 2003     | 1 лютого 2005     | Джордж Вокер Буш |
| в.о. | Джеймс Лой         | Джеймс Лой         | Пенсільванія    | 1 лютого 2005     | 15 лютого 2005    | Джордж Вокер Буш |
| 2    | Майкл Чертофф      | Майкл Чертофф      | Нью-Джерсі      | 15 лютого 2005    | 21 січня 2009     | Джордж Вокер Буш |
| 3    | Джанет Наполітано  | Джанет Наполітано  | Аризона         | 21 січня 2009     | 6 вересня 2013    | Барак Обама      |
| в.о. | Ренд Бірс          | Ренд Бірс          | Вашингтон       | 6 вересня 2013    | 16 грудня 2013    | Барак Обама      |
| 4    | Джей Джонсон       | Джей Джонсон       | Нью-Джерсі      | 23 грудня 2013    | 20 січня 2017     | Барак Обама      |
| 5    | Джон Келлі         | Джон Келлі         | Массачусетс     | 20 січня 2017     | 31 липня 2017     | Дональд Трамп    |
| в.о. | Елейн Дюк          | Елейн Дюк          | Огайо           | 20 січня 2017     | 6 грудня 2017     | Дональд Трамп    |
| 6    | Кірстен Нільсен    | Кірстен Нільсен    | Флорида         | 6 грудня 2017     | 10 квітня 2019    | Дональд Трамп    |
| в.о. | Кевін Мак-Елінан   | Кевін Мак-Елінан   | Гаваї           | 11 квітня 2019    | 19 листопада 2019 | Дональд Трамп    |
| в.о. | Чед Вульф          | Чед Вульф          | Вірджинія       | 19 листопада 2019 | 11 січня 2021     | Дональд Трамп    |
| в.о. | Піт Гейнор         | Піт Гейнор         | Нью-Джерсі      | 12 січня 2021     | 20 січня 2021     | Дональд Трамп    |
| в.о. | Девід Пекоскі      | Девід Пекоскі      | Коннектикут     | 20 січня 2021     | 2 лютого 2021     | Джо Байден       |
| 7    | Алехандро Майоркас | Алехандро Майоркас | Каліфорнія      | 2 лютого 2021     | 20 січня 2025     | Джо Байден       |
| 8    | Крісті Ноем        | Крісті Ноем        | Південна Дакота | 25 січня 2025     |                   | Дональд Трамп    |